# Ilse Koch
 Margarete Ilse Koch, född Köhler den 22 september 1906 i Dresden, död 1 september 1967 i Aichach, var en tysk koncentrationslägervakt och dömd krigsförbrytare. Hon var hustru till Karl Koch, som var kommendant i Buchenwald från 1937 till 1942. Ilse Koch fick öknamnet "Buchenwalds häxa".

## Biografi
Ilse Koch började sin bana i Sachsenhausen 1936. Hon träffade där Karl Koch och gifte sig med honom. Samma år följde hon med sin make till Buchenwald, där hon 1941 utnämndes till Oberaufseherin, "chefövervakerska". Hon skall egenhändigt ha torterat och mördat kvinnliga interner i lägret. 
En åklagare från SS, Konrad Morgen, genomförde en utredning i åtta månader om mord och förskingring. Detta utan att finna några lampskärmar tillverkade av människohud eller hudbitar med tatueringar. Morgen fann dock att Karl Koch var skyldig till mord på fyra fångar men några bevis mot Ilse Koch fann han inte och hon blev frisläppt. I början av 1945 dömdes Karl Koch till döden av en SS-domstol i München och avrättades i april 1945.
Ilse Kochs sadism gav henne öknamnet "Buchenwalds häxa". Efter andra världskriget dömdes hon till livstids fängelse för krigsförbrytelser och brott mot mänskligheten. Denna dom förvandlades dock till fyra års fängelse, av vilka hon endast avtjänade två och frisläpptes. Tämligen omgående arresterades hon igen och dömdes 1951 till livstids fängelse. Ilse Koch begick självmord genom att hänga sig i fängelset i Aichach i Bayern den 1 september 1967. Hon var mor till fyra barn, varav en son, Artwin, begick självmord. Det förmodas att Ilse Kochs självmord år 1967 hade samband med Artwins självmord tidigare samma år.